# Liste der Monuments historiques in Pléboulle
Die Liste der Monuments historiques in Pléboulle führt die Monuments historiques in der französischen Gemeinde Pléboulle auf.

## Liste der Bauwerke
| Bezeichnung      | Beschreibung              | Standort | Kennzeichnung | Schutzstatus | Datum | Bild           |
| ---------------- | ------------------------- | -------- | ------------- | ------------ | ----- | -------------- |
| Tour de Montbran | Erbaut im 12. Jahrhundert | (Lage)   | PA00132548    | Inscrit      | 1994  | weitere Bilder |

## Liste der Objekte

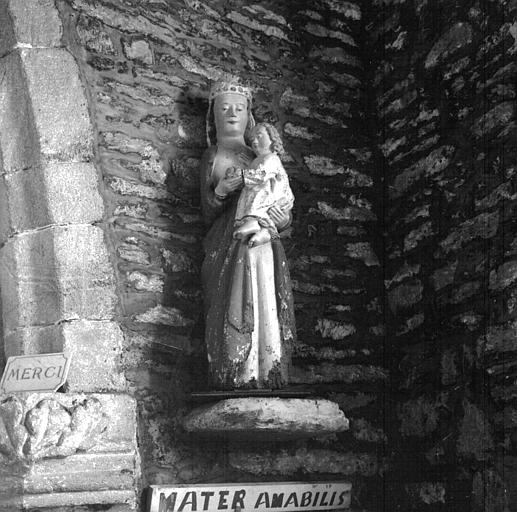
Skulptur Madonna und Kind (16. Jahrhundert) in der Kapelle Notre-Dame-du-Temple

- Monuments historiques (Objekte) in Pléboulle in der Base Palissy des französischen Kultusministeriums